# Professeur Layton vs. Phoenix Wright: Ace Attorney
Professeur Layton vs. Phoenix Wright: Ace Attorney (レイトン教授VS逆転裁判, Layton Kyôju tai Gyakuten Saiban) est un jeu vidéo crossover entre deux séries vidéoludiques sorties auparavant sur Nintendo DS, Professeur Layton et Ace Attorney. Il est sorti sur Nintendo 3DS le 29 novembre 2012 au Japon, et le 28 mars 2014 en Europe.

## Histoire
La brume s'étale sur la ville de Londres, plongée dans la nuit. Deux phares de voiture émergent de la brume. À son bord, un homme confie une lettre à une jeune fille aux cheveux blonds et vêtue d'un chaperon rouge, assise à côté de lui, comme s'il craignait quelque chose. Cette chose, ce sont des êtres volants qui les poursuivent : des sorcières toutes de plumes noires recouvertes, à l’unique œil énorme et luisant. L'une d'elles, munies de gants d'or, attaque la voiture d'une gerbe de flammes. Alors que le véhicule fait une embardée, sortant du chemin qu'il suivait, il se retrouve face à deux statues que la sorcière anime soudainement. À cause de ces colosses de pierre, la voiture se retrouve balayée, et ses occupants, éjectés. Faible, le conducteur reste à terre, demandant à la jeune fille de s'enfuir. Arrivé quelques instants plus tard sur les lieux, l'inspecteur Chelmey ne retrouve qu'une voiture cabossée perchée en haut d'un arbre…
Alors que le ciel de Londres se couvre de nuages de pluie et d'orage, Luke demande au professeur Layton si celui-ci pense que les sorcières existent. Au même moment, dans un avion au-dessus de Londres, Phoenix Wright et Maya Fey sont en train de se chamailler… à leur manière. De son côté, le professeur propose à son jeune assistant une énigme pour le rassurer. Peu après, leur discussion est interrompue par l'arrivée d'une jeune demoiselle blonde trempée, serrant un livre dans ses mains. La jeune fille remet alors au professeur une lettre écrite par le conducteur de la voiture, qui s'avère être un ancien étudiant de ce dernier, du nom de Giovanni Accidenti. Ce dernier, devenu détective privé, lui fait part d'une étrange affaire concernant Labyrinthia et la jeune fille : Aria Novella. Alors que Layton et Luke discutent avec elle, les lumières s'éteignent brusquement et font place à la sorcière, qui kidnappe Aria.
Se lançant à sa poursuite, Layton et Luke arrivent au pont de Londres. Après avoir fait la rencontre de l'inspecteur Chelmey et Barton, qui leur apprennent l'existence de la voiture perchée, ils se dirigent au pied du pont de Londres, où ils découvrent, par terre, la cape rouge d'Aria. Un passage secret inconnu plus tard, ils libèrent la jeune fille et lui permettent d'échapper aux sorcières. Mais juste après cela, le mystérieux ouvrage d'Aria s'ouvre comme par magie et fait subir à Layton et Luke une espèce de voyage temporel !
Quelque temps plus tard, Phoenix Wright se retrouve chargé de défendre une jeune fille accusée et conduite en justice… cette même Aria ! Elle est accusée d'avoir agressé, sur un bateau, une jeune femme avec un tuyau en fer. Mais Aria, accompagnée par une mystérieuse femme, Aurora, semble avoir le regard bien vide… D'abord confronté à un vigile puis à la victime, Phoenix parvient à venir à bout de ce procès et faire innocenter sa cliente. Au terme de cette affaire, Maya trouve un livre qu'Aria semble avoir laissé derrière elle. En l'ouvrant, Phoenix et Maya semblent eux aussi aspirés à l'intérieur du livre !
Tous les quatre sont emportés à Labyrinthia, une cité médiévale se trouvant visiblement coupée de tout autre monde. Dans cette ville, la chasse aux sorcières est encore de mise. Le simple fait d'être jugée comme étant l'une d'entre elles conduit à une sentence immédiate et irrévocable : le bûcher. Accusée d'un tel crime, Aria doit compter sur Phoenix, assisté dans cette tâche par le Professeur Layton, pour la défendre. Par ailleurs, un mystérieux personnage appelé « le Narrateur » réside dans cette ville en tant que souverain : on raconte qu'il écrit dans un livre toute l'histoire de Labyrinthia, et que les événements qui y figurent se révèlent vrais par la suite…mais comment cela est-il possible ?!

## Liste des chapitres
- Prologue 1 : Par une sombre nuit d'orage
- Prologue 2 : Volte-face à Londres (異国の法廷?)
- Chapitre 1 : Labyrinthia, la cité mystérieuse (迷宮の町?)
- Chapitre 2 : La sorcière du feu (豪炎の魔女裁判?)
- Chapitre 3 : La grande sorcière (大魔女のナゾを追え?)
- Chapitre 4 : La cour dorée (黄金の魔女裁判?)
- Chapitre 5 : Au bord du désespoir (失意の後に?)
- Chapitre 6 : Les secrets des ruines souterraines (地下遺跡のヒミツ?)
- Chapitre 7 : La fin de l'histoire (終わる物語?)
- Chapitre 8 : L'ultime procès des sorcières (最後の魔女裁判?)
- Chapitre 9 : La dernière inquisitrice (最後の検察士?)
- Épilogue : Le commencement (はじまりの物語?)

## Personnages
Hershel Layton, aussi appelé Professeur Layton : Célèbre professeur d'archéologie enseignant à l'université de Gressenheller, Hershel Layton est l'archétype du gentleman anglais, ainsi qu'un passionné d'énigmes et grand amateur de thé. Cela ne l'empêche pas néanmoins d'être un escrimeur assez compétent. Il est très fier de sa voiture, la Laytonmobile, bien que celle-ci n'apparaisse pas dans l'opus. Son bien le plus précieux est son chapeau haut-de-forme, devenu sa marque de fabrique. Il avoue un certain manque d'organisation… Il lui arrive souvent d'interrompre le rangement de ses étagères pour lire un livre ou deux.
Phoenix Wright : Non moins célèbre avocat de la défense à la coupe de cheveux hérissée, ayant sorti des clients de l'embarras au travers de multiples affaires et ne baissant jamais les bras face à l'adversité, Phoenix Wright détient un record de victoire admirable et n'a jamais essuyé de défaite… même s'il lui faut souvent solliciter l'aide des pouvoirs de Maya, en faisant intervenir sa sœur Mia Fey pour l'aider quand il pense se trouver dans une impasse.
Luke Triton : Luke est un garçon intelligent et très doué qui se considère comme l'apprenti du célèbre professeur Layton. Sa capacité à parler aux animaux s'est avérée utile dans ses enquêtes. Du haut de ses 12 ans, il a toutefois, malgré ses connaissances, encore beaucoup à apprendre. C'est un garçon gentil et sincère, et il sait parler aux animaux.
Maya Fey : Assistante de Phoenix, Maya est une medium héritière de la technique de channeling Kurain, comme la majeure partie des femmes de la famille Fey. Elle fait tout son possible pour aider Phoenix lors des procès, en invoquant par exemple l'esprit de Mia Fey, sa sœur et mentor de Phoenix.
Aria Novella : Jeune fille aux cheveux blonds accusée plusieurs fois d'être une sorcière. Elle s'est échappée de Labyrinthia avec l'aide de Giovanni pour demander de l'aide au professeur Layton. Après avoir été une première fois défendue par Phoenix Wright lors d'une affaire, elle est ramenée à Labyrinthia. Afin de ne pas subir le sort réservé aux sorcières de la cité, à savoir être brûlée vive, elle demande à Phoenix de prendre une nouvelle fois sa défense pour le procès.
Giovanni Accidenti : Détective privé aux cheveux châtain clair, coiffé d'un béret, il a aidé Aria à s'enfuir une première fois de Labyrinthia. Connaissance d'Aria et ancien étudiant du professeur Layton, il n'est présent qu'au prologue, dû à un spectaculaire accident de voiture qui lui a valu de bien porter son nom.
Sir William Garnet : Inquisiteur à la chevelure de feu, look de chevalier, épée à la main, une cicatrice au-dessus de l’œil gauche, il est le protecteur de Labyrinthia et celui chargé de l'accusation dans les procès de sorcières, dont celui d'Aria. Il est également le maître d'un petit chien blanc nommé Brasier ; ce dernier porte un casque de chevalier surmonté d'une plume tricolore rosâtre, jaunâtre et bleuâtre.
Grande Inquisitrice Aurora : Une procureure ou, comme désignée dans la cité, inquisitrice aux cheveux violets, qui se trouve être en réalité la seconde en termes d'importance et d'influence à Labyrinthia, derrière le Narrateur, pour qui elle travaille. Son vrai nom est Eva Belleduque, elle est la fille d'Hennig Belleduque.
Le Narrateur : Cheveux blancs, moustache et barbichette, une partie du visage recouvert d'un curieux masque où scintille un péridot en guise d’œil, l'homme en robe ample est toujours munit d'une plume et de son livre. On dit que toute histoire écrite de sa main devient réalité. IL est également le maître d'une chouette nommée Lulu.
Hennig Belleduque : Meilleur ami de Roman Novella, le Narrateur. Père d'Eva Belleduque, la grande inquisitrice Aurora. Il s'est suicidé.
Grande Sorcière Arcana : Personnage fictif créé par le Narrateur pour sa fille.
Grande sorcière : Rôle joué par Aurora, souveraine des bois enchantés et des ombres.
Ombre : Esprit d'une sorcière après sa condamnation au bûcher par le juge.
Inspecteur Chelmey : Un très célèbre agent de Scotland Yard, intransigeant et têtu. Toutefois, son sens aigu de la justice le pousse à traquer les bandits jusqu'à ce qu'ils finissent derrière les barreaux. Chelmey est également un mari exemplaire.
Barton : Malgré les apparences, Barton, le collègue de Chelmey, n'a que 27 ans. Bien qu'il soit difficile de le cerner, l'officier Barton est en fait très doué pour rattraper les erreurs occasionnelles de son supérieur. D'un tempérament plutôt placide, Barton est un peu l'opposé de l'inspecteur Chelmey. Policier dévoué, il a hélas tendance à se laisser guider par son estomac plus que par sa raison. Chelmey lui crie souvent après, mais il apprécie malgré tout beaucoup Barton, fils de son défunt mentor.
Flipet : Procureur à la cour de Londres, il est assez âgé avec ses cheveux gris. Il porte des lunettes, sans lesquelles il perd tous ses moyens, un nœud-papillon rose et une veste à bouton verte.
Juge de Londres : Petit juge assez rondouillard, portant de petites lunettes et une perruque blanche (typique des avocats anglais du début du XXe siècle).
Marina Plancton : Femme faisant partie des témoins lors du premier procès, cambrioleuse se faisant passer pour une cuisinière.
Thibault Gaus : Homme faisant partie des témoins lors du premier procès, il est agent ''professionnel'', selon lui. Mange en permanence du chocolat et prend un peu de haut le juge, le procureur et Phoenix Wright.
Tim et Tam : Enfants de Labyrinthia, Tim veut devenir chevalier, mais sa sœur lui répète sans arrêt qu'il n'y arrivera jamais car il est trop peureux.
Juge de Labyrinthia : Ressemblant au juge classique de la série Ace Attorney avec sa barbe blanche, il se démarque notamment par la cape violette à capuche qu'il porte pendant ses audiences.
Les chevaliers : Gardiens, protecteurs, miliciens et chevaliers de la cour de Labyrinthia. Ils témoignent durant le dernier procès.
Rose Morthem : Jeune fille faisant partie des témoins au procès d'Aria à Labyrinthia. Elle a toujours un panier rempli de fleurs blanches sous le bras. Elle passe son temps à détacher les pétales d'une fleur… ou la manger.
Constantin : Jeune homme faisant partie des témoins au procès d'Aria à Labyrinthia. Il se prend pour un chevalier, vêtu d'une armure et arborant un bouclier de bois mal serti et une épée factice.
Mme Lagneau : Femme faisant partie des témoins au procès d'Aria à Labyrinthia. Elle vend du lait dans la ville, et se balade toujours avec un agneau, Biquette, dans les bras.
Philocrate : Vieil homme faisant partie des témoins au procès d'Aria à Labyrinthia. Il a un gros nez et une longue barbe blanche, et parle souvent à coup de grandes phrases grandiloquentes quelquefois dénuées de sens. Quand on le contredit, il se met à virevolter dans tous les sens.
Oscar : Homme faisant partie des témoins des deux premiers procès à Labyrinthia. Saoulard, il boit de grande gorgées de sa boisson lorsqu'il est contredit. Il a également embauché Allégorio comme barde personnel.
Alexandrin : Barde que l'on peut croiser à plusieurs reprises dans Labyrinthia. IL vous donnera quelques informations utiles toujours en chantonnant avec sa mandoline. Il est démoralisé après l'arrivée d'Allégorio un autre barde qu'il trouve meilleur que lui.
Allégorio : Second barde de Labyrinthia et rival d'Alexandrin. Il est également témoin lors du deuxième procès de Labyrinthia. Il est toujours accompagné de son perroquet, Biscotte, et a été engagé comme barde personnel par Oscar.
Mlle Ostère : Professeure de Labyrinthia, qui semblerait avoir eu comme élève William Garnet. Elle ne supporte pas qu'on la contredise, et se comporte très hautainement. Elle est témoin lors du deuxième procès de Labyrinthia.
Spencer : Prêteur sur gages de Labyrinthia, il a été arnaqué par Oscar, qui lui a vendu le bras en or du professeur Layton.
Camille Cervantès : Majordome de feu Hennig Belleduque, se comportant comme un garçon sous son ordre, pour éviter le bucher pour sorcellerie.
Colette Paustal : La messagère, ou factrice de Labyrinthia.
Peter : Jeune homme assez détendu, toujours un brin de foin dans la bouche.
Mme Madeleine : Patronne de la boulangerie de Labyrinthia, elle se comporte comme une mère pour Aria, qu'elle héberge. D'un naturel agréable, elle ne supporte pas que l'on fasse verbalement atteinte au pain.
Amy Stère: Bibliothécaire de Labyrinthia, elle prend très à cœur son travail. Elle est également une grande amatrice d'énigmes et créatrice d'énigmes complexes.
Jane : Gérante de la taverne prés du marché. Elle protège les personnages principaux en les logeant une nuit.
Boris : Habitant de la rue prés du marché, accusé a tort de vol et ami de Jane.
Eva : Un mystérieux chat noir qui se révèle être celui d'Aria.
Brasier : Chien et ''Fidèle compagnon'' de William Garnet.
Lulu : Chouette du Narrateur.
Biscotte : C'est le perroquet d'Allégorio, et il témoigne lors du deuxième procès.

## Voix françaises
- Martial Le Minoux : Professeur Hershel Layton
- Marie Zidi : Luke Triton
- Donald Reignoux : Phoenix Wright, Thibault Gaus
- Geneviève Doang : Maya Fey
- Bertrand Liebert : Giovanni Accidenti
- Caroline Mozzone : Aria Novella
- Violaine Fumeau : Grande Inquisitrice Aurora
- Jean-Marie Fonbonne : Inquisiteur William Garnet
- Bruno Magne : Le Narrateur
- Gérard Dessalles : Juge de Labyrinthia
- Michel Elias : Inspecteur Chelmey, Oscar
- Emmanuel Dabbous : Juge de Londres, milicien chef Arnaut, ambiances
- Caroline Klaus : Marina Plancton, ambiances
- Patrick Mancini : Procureur Flipet, ambiances
- Adeline Chetail : Rose Morthem, ambiances
- Sophie Baranes : Camille Cervantès, ambiances
- Marie Nonnenmacher : Colette Paustal, ambiances
- Emmanuel Bonami : Hennig Belleduque
- Raphaël Cohen : Benjamin Hunter, ambiances